# École nationale d’administration

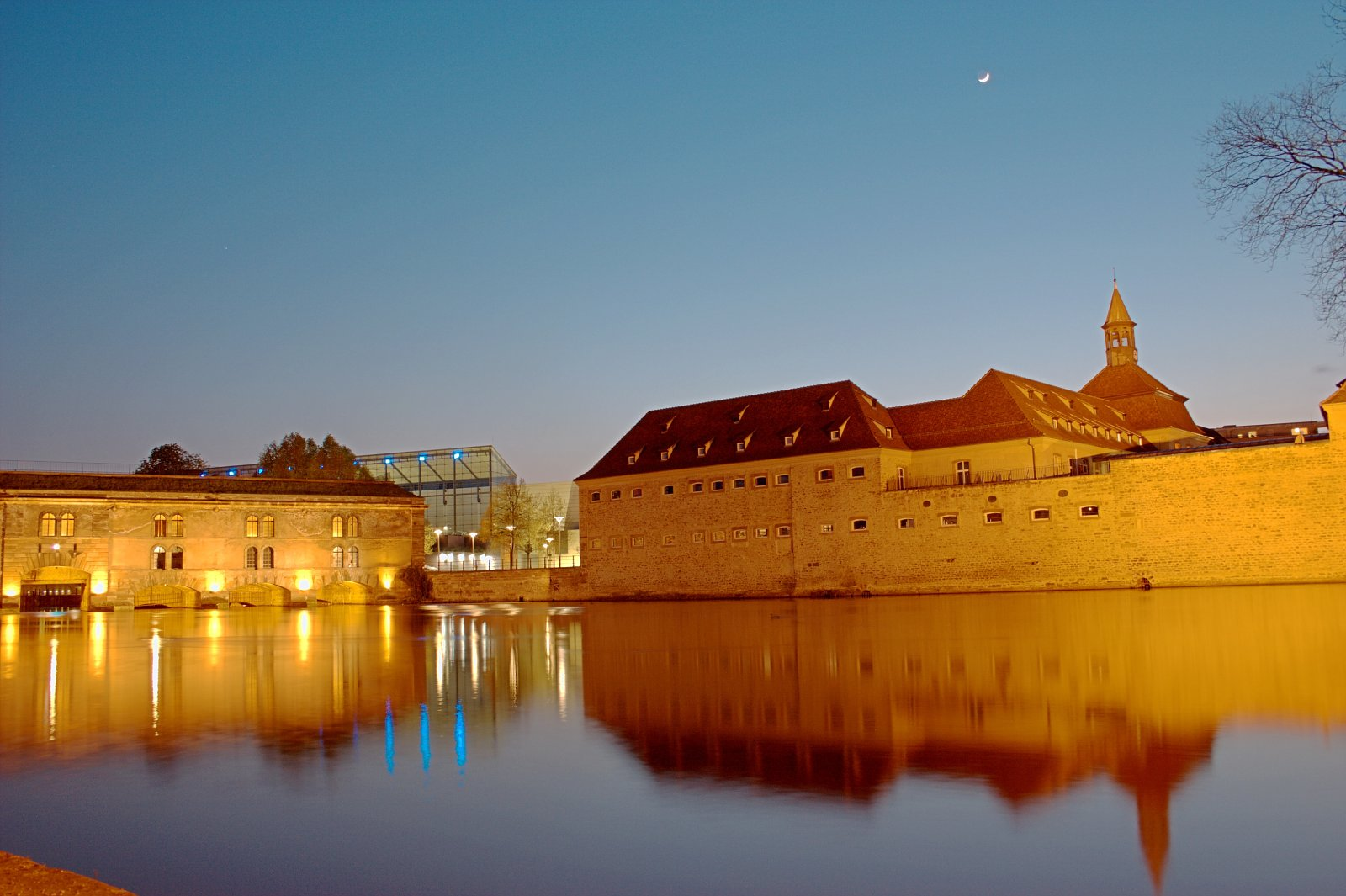
Commanderie Saint-Jean i Strasbourg, säte för École nationale d’administration

École nationale d’administration (ENA) var en fransk utbildningsinstitution, på universitetsnivå, som grundades i Paris 1945 av dåvarande presidenten Charles de Gaulle. Skolan hade sin huvudsakliga verksamhet i Strasbourg. 
ENA är känt för att ha utbildat många av elitpolitikerna i landet. Bland de första examinerade var Valéry Giscard d'Estaing. På franska används uttrycket ”l’Ena”, "énarque" och avledningar som l’enarchie (makteliten som utbildats där). Presidenterna François Hollande och Emmanuel Macron är några av många kända ”énarques”.
Skolan stängdes under år 2021 efter beslut av president Emmanuel Macron. Macron kallade nedläggningen av skolan för den största "reformen av landets offentliga sektors styrning" sedan skolan grundades.
Skolan ersattes i januari 2022 av Institut national du service public (INSP).

## Antagningsprov
För tillträde till ENA krävdes ett godkänt antagningsprov (concours d’entrée). Berättigad till antagningsprövning var 2008 den som tillhörde någon av följande tre kategorier:
- Universitetsexamen på grundnivå (motsvarande svensk kandidatexamen).
- Statstjänstemän och statsanställda med minst fyra års yrkeserfarenhet, utan krav på avlagda examina.
- Privatanställda med minst åtta års yrkeserfarenhet, utan krav på avlagda examina.